# Patrik Twardzik
Patrik Twardzik (* 10. února 1993, Třinec) je český fotbalový záložník.
Pochází z fotbalové rodiny, jeho otec René byl ligovým brankářem, jeho starší bratr Daniel se také stal brankářem a jeho dvojče Filip je záložníkem.

## Klubová kariéra
Patrik Twardzik se narodil v České republice, ale dětství strávil v Německu, kde jeho otec hrál fotbal. Patrik a jeho dvojče Filip začali s fotbalem v německém celku FC Sachsen Leipzig, poté přešli do mládežnických týmů Herthy Berlín. 1. února 2009 oba podepsali smlouvy se skotským klubem Celtikem Glasgow, týden před dovršením 16 let. V klubu se setkali s dalším českým hráčem Milanem Mišůnem.
Konec roku 2013 strávil na hostování ve skotském klubu Livingston FC.

## Reprezentační kariéra

### Mládežnické reprezentace
Patrik Twardzik působí v českých mládežnických reprezentacích od kategorie do 16 let. Bilance (stav k 31. srpnu 2012):
- reprezentace do 16 let: 9 utkání (5 výher, 1 remíza, 3 prohry), 1 vstřelený gól
- reprezentace do 17 let: 13 utkání (7 výher, 4 remízy, 2 prohry), 3 vstřelené góly
- reprezentace do 19 let: 2 utkání (1 remíza, 1 prohra), 0 vstřelených gólů